# Primeiro Turno do Campeonato Carioca de Futebol de 1970
O Primeiro Turno do Campeonato Carioca de Futebol de 1970 foi parte integrante do Campeonato Carioca de 1970, numa época na qual a Taça Guanabara ainda não era o primeiro turno do Campeonato Carioca, o que só começaria a partir da edição de 1972, ano a partir do qual também seriam dados nomes aos turnos do Campeonato Carioca. O vencedor foi o Fluminense.

## História
Fluminense e America fizeram a final, com o clube rubro também podendo sair de campo campeão. A vitória do America sobre o Vasco da Gama por 3 a 1 na antepenúltima rodada foi fundamental para definir a classificação final, pois o Vasco terminou com os mesmos 17 pontos, um ponto atrás do Fluminense, que teve como única derrota a partida contra o Olaria, em 22 de julho.
A vitória tricolor por 2 a 0 no Fla-Flu disputado em 2 de agosto levou 138.599 pagantes ao Estádio do Maracanã, o maior público dessa competição.

## Fórmula de disputa
Os doze participantes jogaram contra os demais clubes apenas em jogos de ida no sistema de pontos corridos, sendo campeão aquele que fizesse mais pontos, com os oito clubes classificados no Primeiro Turno levando os pontos conquistados para a disputa do Segundo Turno, ao final do qual será declarado campeão carioca aquele que mais pontos tiver feito no decorrer do campeonato.

## Classificação final
- Apenas os oito primeiros colocados foram classificados para disputar o Segundo Turno.

| Classificação | Classificação | Classificação | Classificação | Classificação | Classificação | Classificação | Classificação | Classificação | Classificação |
| Pos           | Time          | PG            | J             | V             | E             | D             | GP            | GS            | SG            |
| ------------- | ------------- | ------------- | ------------- | ------------- | ------------- | ------------- | ------------- | ------------- | ------------- |
| 1             | Fluminense    | 18            | 11            | 8             | 2             | 1             | 25            | 8             | +17           |
| 2             | America       | 17            | 11            | 8             | 1             | 2             | 27            | 13            | +14           |
| 3             | Vasco da Gama | 17            | 11            | 7             | 3             | 1             | 15            | 8             | +7            |
| 4             | Botafogo      | 15            | 11            | 6             | 3             | 2             | 19            | 8             | +11           |
| 5             | Flamengo      | 14            | 11            | 6             | 2             | 3             | 15            | 8             | +7            |
| 6             | Olaria        | 13            | 11            | 4             | 5             | 2             | 11            | 8             | +3            |
| 7             | Madureira     | 8             | 11            | 2             | 4             | 5             | 9             | 17            | -8            |
| 8             | Campo Grande  | 8             | 11            | 1             | 6             | 4             | 10            | 20            | -20           |
| 9             | Bangu         | 7             | 11            | 2             | 3             | 6             | 14            | 20            | -6            |
| 10            | São Cristóvão | 7             | 11            | 1             | 5             | 5             | 5             | 14            | -9            |
| 11            | Bonsucesso    | 6             | 11            | 1             | 4             | 6             | 8             | 17            | -9            |
| 12            | Portuguesa    | 2             | 11            | 0             | 2             | 9             | 6             | 23            | -17           |

## Campanha do campeão
1. Fluminense 6–3 Campo Grande.
2. Fluminense 0–0 Botafogo.
3. Fluminense 1–0 Madureira.
4. Fluminense 4–0 Bonsucesso.
5. Fluminense 1–1 Vasco.
6. Fluminense 0–1 Olaria.
7. Fluminense 2–0 São Cristóvão.
8. Fluminense 2–0 Flamengo.
9. Fluminense 5–2 Bangu.
10. Portuguesa 0–1 Fluminense.
11. Fluminense 3–1 America.

## Jogo do título
Fluminense 3–1 America.
Data: 16 de agosto de 1970.
Local: Estádio do Maracanã.
Árbitro: Armando Marques.
Renda: Cr$ 282.129,00.
Público: 61.667 pagantes.
Gols: Flávio aos 5', Antunes aos 15', Alceci (contra) aos 28' e Lula aos 36'.
FFC: Félix; Oliveira, Assis, Galhardo e Marco Antônio; Denílson, Didi e Samarone (Jair); Cafuringa, Flávio e Lula (Wilton). Técnico: Paulo Amaral.
AFC: Helinho; Paulo César, Alex, Aldeci e Zé Carlos; Badeco e Jorge Cuíca (Renato); Tarciso, Jeremias, Tadeu e Sarão (Antunes). Técnico: Oto Glória.

## Premiação
| Rio de Janeiro     |
| ------------------ |
| FLUMINENSE Campeão |

Seleção do Jornal dos Sports - Primeiro Turno do Campeonato Carioca de 1970.
Os melhores jogadores do campeonato em suas posições, eleitos pelo Jornal dos Sports:
Andrada (Vasco da Gama); Oliveira (Fluminense), Galhardo (Fluminense), Assis (Fluminense - eleito o craque do Primeiro Turno) e Marco Antônio (Fluminense);
 Badeco (America), Zanata (Flamengo); Zequinha (Botafogo), Silva (Vasco da Gama), Flávio (Fluminense) e Paulo Cézar (Botafogo).